# 1807年の相撲
1807年の相撲（1807ねんのすもう）は、1807年の相撲関係のできごとについて述べる。

## 興行
- 2月場所（江戸相撲）[1]
  - 興行場所:朝倉御蔵前八幡宮社内
  - 3月23日（旧2月15日）より晴天10日間興行
- 7月場所（大坂相撲）[1]
  - 興行場所:難波新地
- 11月場所（江戸相撲）[2]
  - 興行場所:本所回向院
  - 12月10日（旧11月12日）より晴天10日間興行